# Žezlo (železnice)

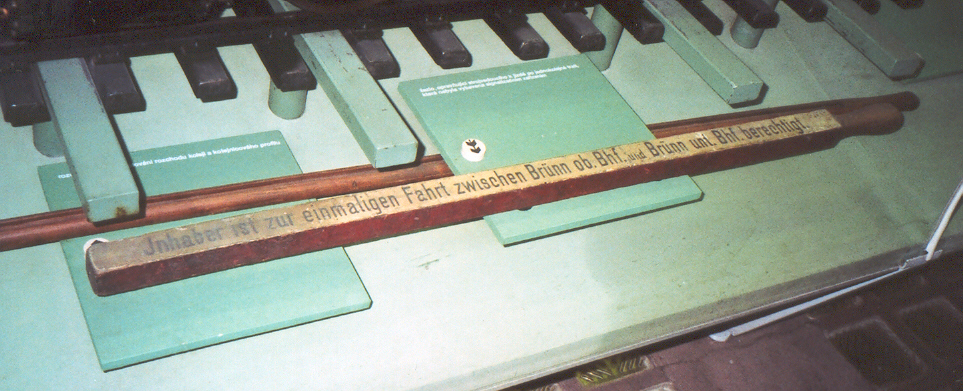
Žezlo opravňující k jízdě mezi Brnem horním a Brnem dolním nádražím. Sbírka Národního technického muzea v Praze.

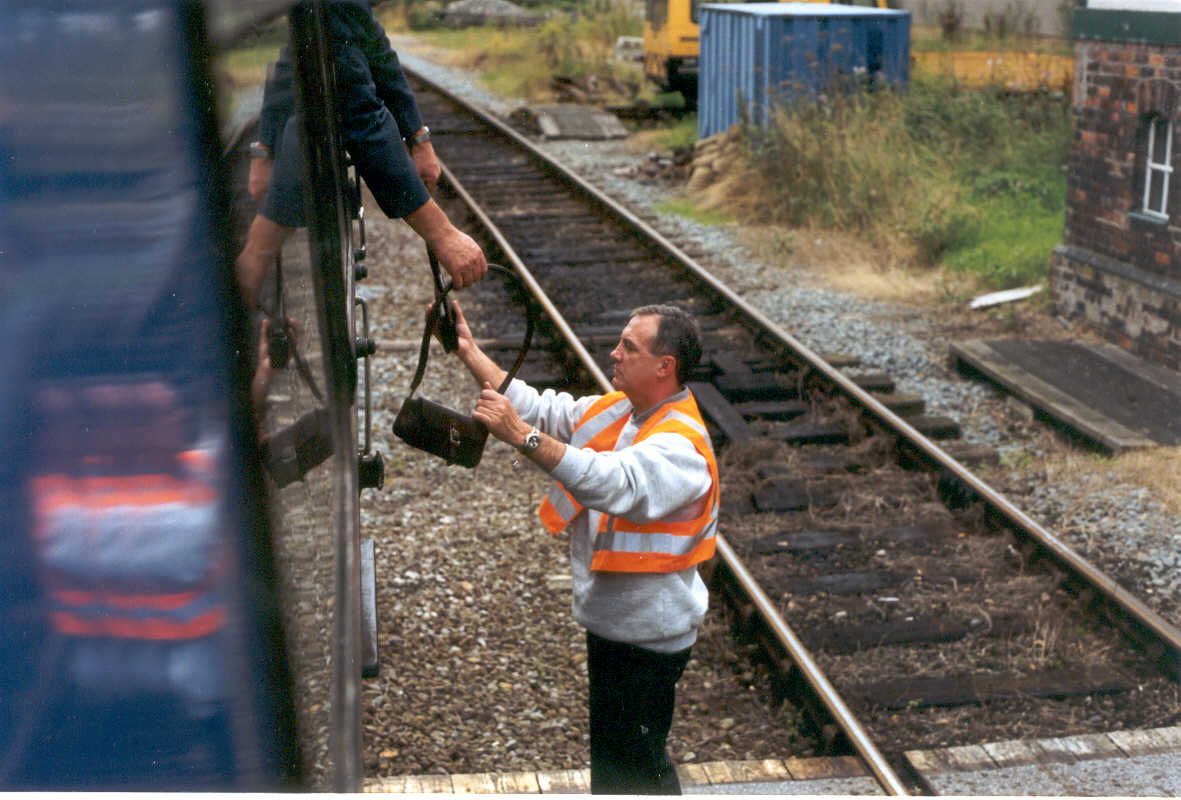
Předávání žezel ve stanici Gogledd Llanrwst (trať Llandudno - Blaenau Ffestiniog, Wales) v roce 1999.

Žezlo je jeden z nejjednodušších a nejstarších způsobů zabezpečení železniční dopravy. Pro příslušný mezistaniční úsek existovalo vždy jediné žezlo, do daného úseku směl vjet vlak pouze pokud strojvůdce obdržel toto žezlo. Na konci úseku zase žezlo odevzdal. Tím bylo zajištěno, že v daném mezistaničním úseku se pohybuje pouze jediný vlak. Pokud měl jet další vlak stejným směrem, bylo nutno vyslat posla, který žezlo přinesl.
Určitým zjednodušením bylo u některých železnic používané ustanovení, že v případě jízdy několika vlaků ve stejném směru stačilo, když strojvůdce toto žezlo pouze viděl u obsluhy stanice, žezlo pak dostal strojvůdce posledního vlaku. Toto opatření však mělo zároveň za následek snížení bezpečnosti, neboť již nezabezpečovalo volnost příslušného úseku, pouze vylučovalo jízdu dvou vlaků proti sobě.
Na málo zatížených tratích v Británii a nejen tam se používá žezel dosud. Z důvodů snadného zachycení i z jedoucího vlaku mají dnes žezla kruhový tvar. Zároveň na něm bývají neoddělitelně navlečeny klíče od výhybek, výkolejek ap., které jdou z příslušných zámků vyjmout pouze v základní poloze.
Z žezel se vyvinuly povolenky - kartičky opravňující vypravit vlak do daného úseku. Používají se jako nouzový prostředek v případě nemožného dorozumění mezi dopravnami. Způsob je stejný, jako u žezel, na dvoukolejných tratích mívají dopravny na koncích příslušného úseku povolenku každá pro jednu kolej.
V současné době existuje ve Velké Británii elektronický radiový zabezpečovací systém pracující na principu žezel - vozidla jsou vybavena speciálními přijímači a strojvůdce smí vjet do daného úseku pouze pokud dostane svolení. Systém sám hlídá, aby svolení pro daný úsek měl pouze jediný vlak.
Podobný systém, avšak s návěstidly, převzatý ze švýcarských úzkokolejek, používá tramvajová trať Liberec–Jablonec. Pokud je úsek volný, smí do něj vjet vozidlo z libovolného směru. Před vjezdem samočinně zažádá o souhlas tím, že sběračem propojí kontakt v trolejovém vedení, další jízda je možná pouze na návěst volno na návěstidle, které kryje příslušný úsek. Po výjezdu z úseku tento úsek uvolní opět propojením kontaktu v trolejovém vedení.